# 深州市城市新区管理委员会
深州市城市新区管理委员会，是中华人民共和国河北省衡水市深州市下辖的一个类似乡级单位。

## 行政区划
下辖以下地区：
城市新区管理委员会虚拟社区。